# Åke Thelning
Bendt Hans Åke Thelning  (ur. 24 października 1892 w Södra Härene, zm. 16 lutego 1979 w Särö) – szwedzki jeździec sportowy. Złoty medalista olimpijski z Paryża. 
Igrzyska w 1924 były jego jedyną olimpiadą.  Startował w skokach przez przeszkody. Zajął szóste miejsce w konkursie indywidualnym i na koniu Loke triumfował w drużynie, a razem z nim startowali Åge Lundström i Axel Ståhle.